# Elettroencefalografia

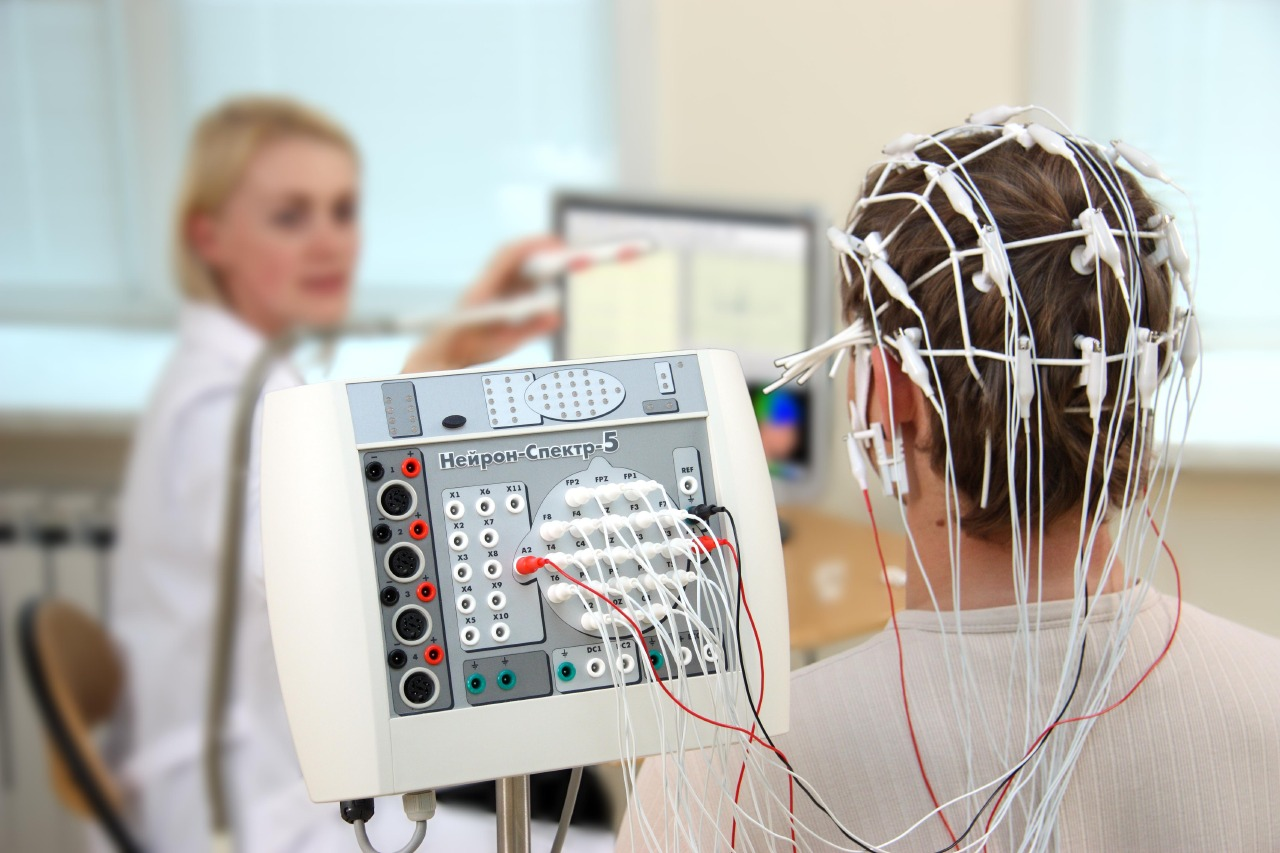
Un moderno dispositivo elettroencefalografico

L'elettroencefalografia (EEG) è la registrazione dell'attività elettrica dell'encefalo. La tecnica è stata inventata nel 1929 da Hans Berger, il quale scoprì che vi era una differenza di potenziale elettrico tra aghi infissi nello scalpo oppure tra due piccoli dischi di metallo (elettrodi) quando essi sono posti a contatto sulla cute sgrassata del cuoio capelluto.
La tecnica venne in seguito utilizzata soprattutto per studiare il sonno. L'EEG venne soprattutto applicato all'uomo, sebbene tale tecnica fu eseguita anche per studiare l'attività cerebrale degli animali, con la scoperta per esempio, che anche tutti gli altri mammiferi sognano, mentre, ad esempio, altre specie di animali meno evoluti rallentano l'attività cerebrale in alcune aree del loro cervello durante il sonno.
La rappresentazione grafica della registrazione è detta elettroencefalogramma. Essa viene registrata dall'elettroencefalografo che fornisce una traccia registrata su carta termica o millimetrata, su monitor con registrazione su Hard Disk, CD o DVD, per una visione successiva.

## Fisiologia
I neuroni corticali sono organizzati in modo da formare ammassi colonnari ad orientamento perpendicolare alla superficie della corteccia cerebrale, di cui costituiscono le unità funzionali elementari. L'EEG è l'espressione dei processi sinaptici (potenziali elettrici pre- e post-sinaptici), di potenziali dendritici e probabilmente anche di potenziali della neuroglia (cellule di sostegno).
I potenziali rilevabili tramite EEG sono quelli associati a correnti all'interno dell'encefalo che fluiscono perpendicolarmente rispetto allo scalpo. Una tecnica complementare all'EEG è la magnetoencefalografia (MEG), che permette di misurare le correnti che fluiscono parallelamente allo scalpo.

## Sistema internazionale 10-20
Gli elettrodi vengono applicati sullo scalpo secondo il posizionamento standard chiamato "sistema internazionale 10-20".
10% oppure 20% si riferisce all'interezza della distanza tra due punti di repere cranici "inion" (prominenza alla base dell'osso occipitale) e "nasion" (attaccatura superiore del naso), questa distanza di solito va da 30 a 36 cm con grande variabilità interpersonale.
Vengono collocati da 10 a 20 elettrodi e una massa, lungo cinque linee:
- P1: longitudinale esterna e
- P2: longitudinale interna di destra
- centrale
- P1: longitudinale esterna
- P2: longitudinale interna di sinistra

La linea trasversa T4-C4-Cz-C3-T3 (risultante delle precedenti) viene denominata montaggio P3, ed anch'essa deve seguire la regola del 10-20%.
Gli elettrodi fronto-polari sono collocati al 10% (3–4 cm) della distanza I-N, sopra le sopracciglia, i frontali vengono collocati sulla stessa linea dei fronto-polari, più sopra del 20%, poi vengono i centrali (+ 20%), infine i parietali (+ 20%) e gli occipitali (+ 20%), con questi si arriva al 90% della distanza nasion-inion, ad una distanza del 10% dall'inion.
Alla posizione che ogni elettrodo occupa sullo scalpo fa riferimento una sigla. Le sigle che individuano la posizione di un elettrodo sono formate da una/due lettere, che permettono di identificare la regione della corteccia esplorata (Fp: frontopolare; F: frontale; C: centrale; P: parietale; T: temporale; O: occipitale) e da un numero (o una z) che identifica l'emisfero (numeri dispari: sinistra; numeri pari: destra; z: linea mediana).

## Onde cerebrali

Le principali bande di frequenza osservate tramite elettroencefalografia

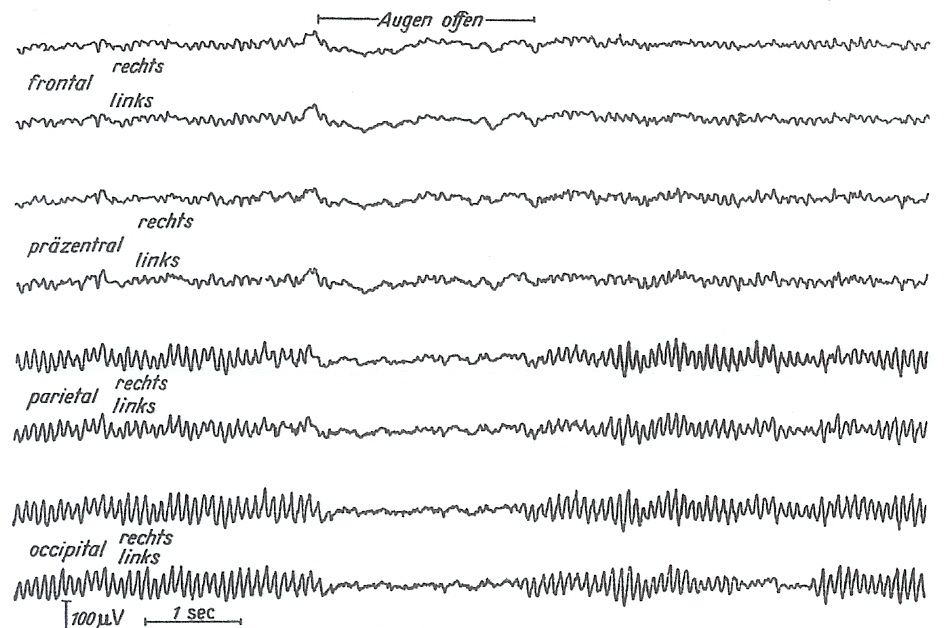
Elettroencefalogramma normale: le onde alfa sono prevalenti a livello parietale e occipitale. Fenomeno di desincronizzazione all'apertura degli occhi

### Alfa
Il ritmo o frequenza di base presente in un EEG è il ritmo alfa, o "ritmo di Berger", distinto in alfa lento (8-9 Hz), alfa intermedio (9-11.5 Hz) ed alfa rapido (11.5–13 Hz), con un'ampiezza media di 30 microVolt (15-45 microVolt), che viene registrato ad occhi chiusi in un soggetto sveglio, soprattutto tra gli elettrodi occipitali e quelli parietali, rispetto ai centrali e temporali posteriori (EEG sincronizzato). Se si invita il soggetto ad aprire gli occhi, l'attività alfa scompare ed è sostituita da un'attività di basso voltaggio (inferiore o uguale a 30 microVolt), più rapida, denominata di tipo beta (desincronizzazione). 
Al fine di valutare questa differenza di potenziale, le onde generate vengono valutate per la loro differenza in ampiezza o tensione (ed espresse in microVolt) ed in frequenza (ovvero in cicli per secondo (c/s) o Hz).
Ne consegue che le onde o ritmo alfa (8–13 Hz) sono quindi caratteristiche delle condizioni di veglia ma a riposo mentale, ma non sono presenti nel sonno, fatta eccezione per lo stadio R.E.M.). Quando un soggetto è invece sottoposto ad un'attività cerebrale leggermente maggiore, si comincia a registrare la presenza del ritmo beta.

### Beta
Il ritmo beta viene distinto in beta lento (13.5–18 Hz) e beta rapido (18.5–30 Hz), e presenta una tensione elettrica media di 19 microVolt (8-30 microVolt). Le onde beta sono dominanti in un soggetto ad occhi aperti e impegnato in un'attività cerebrale qualsiasi, quasi continuo negli stati di allerta (detta fase di arousal), ma anche nel sonno onirico (durante il sogno), cioè il sonno REM.

### Theta
Il ritmo delle onde theta è dominante nel neonato, presente in molte patologie cerebrali dell'adulto, negli stati di tensione emotiva e nell'ipnosi. Si distingue in theta lento (4–6 Hz) e theta rapido (6-7.5 Hz), con una tensione media di 75 microVolt; in condizioni normali la fase Theta si presenta nei primi minuti dell'addormentamento, quando si è ancora in uno stato di dormiveglia, dove viene poi successivamente alternato da grafoelementi detti fusi del sonno.

### Theta-Sigma
Questo ritmo segue la pura fase Theta durante il sonno, quando cominciano a comparire piccoli treni di onde, dette Sigma a frequenza di 12–14 Hz e tensione elettrica di 5-50 µV, sotto forma di fusi (chiamati così per la loro forma grafica), più altri grafoelementi detti complessi K.

### Delta
Infine, a circa 20 minuti ipotetici dall'inizio del riposo, si dovrebbe quindi entrare in un sonno più profondo, detto anche a onde lente (4º stadio del sonno), ma che non è ancora il sonno REM (5º stadio del sonno), e quindi detto anche sonno N-REM (non-REM). Qui compaiono le onde delta, caratterizzate da una frequenza compresa tra 0.5 e 4 Hz e di tensione elettrica media di 150 µV. Le onde delta non sono presenti in condizioni fisiologiche nello stato di veglia nell'età adulta, sebbene siano predominanti nell'infanzia e inoltre compaiano nell'anestesia generale ed in alcune malattie cerebrali, oppure in malattie dismetaboliche generali, come l'iperazotemia.
Le onde delta sono caratteristiche del sonno non R.E.M. (sonno ad onde lente). Nei diversi stadi di sonno sono presenti principalmente onde theta e onde delta (caratteristiche del sonno ad onde lente), a cui si aggiungono squarci di attività alfa e, raramente, di attività beta.

## Metodo diagnostico

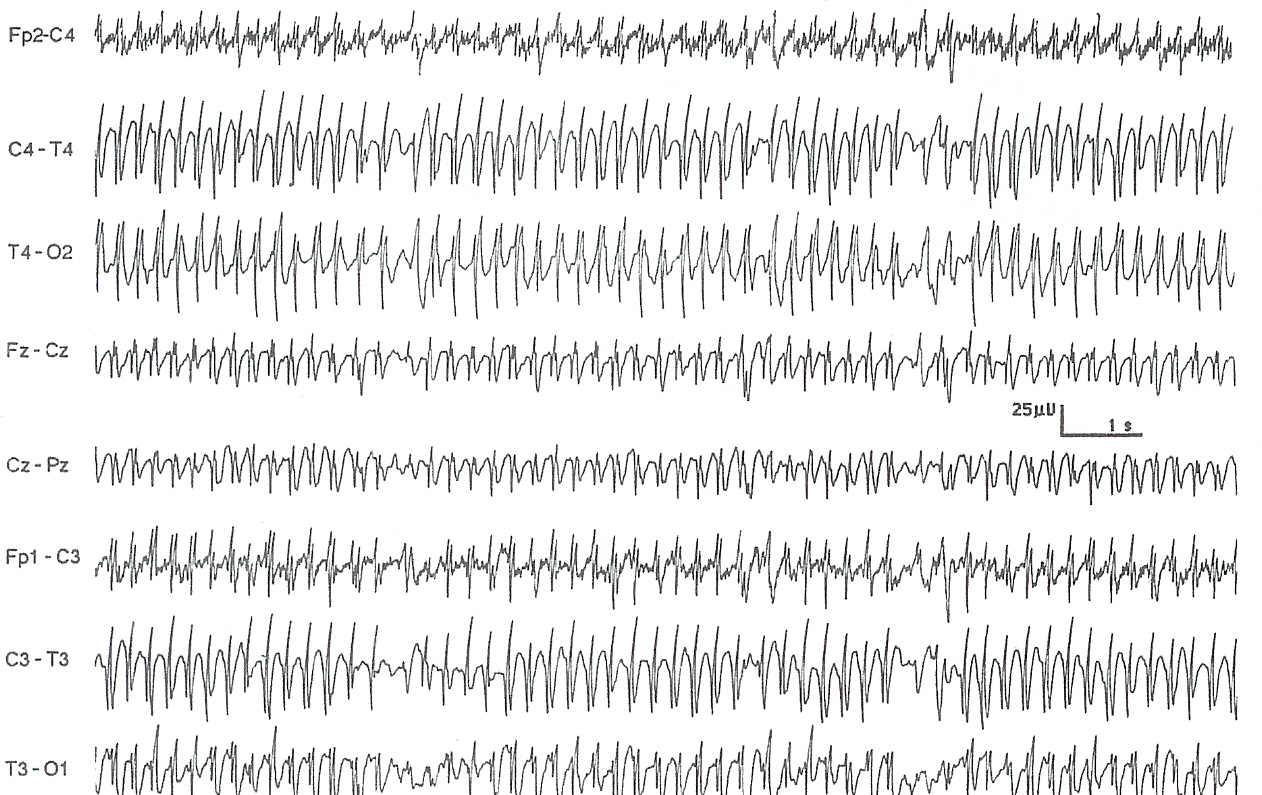
EEG in un caso di epilessia idiopatica: punte-onda generalizzate a 3 Hz

È utilizzato nei casi di disturbi convulsivi come l'epilessia (registrazione di onde anomale come punte, punte-onda) o per segnalare la presenza di alterazioni che possono indurre il neurologo a chiedere una TAC oppure una RM per scoprire ascessi, calcificazioni, cisti, ematomi, emorragie, infiammazioni, malformazioni oppure tumori del cervello benigni o maligni.

### Accertamento della morte cerebrale
Viene anche usato nei pazienti comatosi, per accertare lo stato di morte cerebrale, caratterizzato dal tracciato dell'EEG piatto (o più correttamente EEG "silente", corrispondente ad un potenziale elettrico cerebrale inferiore ai 2 microvolt, per la durata di almeno 30 minuti, in paziente incapace di respiro spontaneo), che deve comunque essere confermata anche con altri sistemi, come valutazione dei riflessi del tronco-encefalico oppure con l'eco-doppler (transcranico e dei vasi epi-aortici).

### Studi sul sonno
L'EEG viene inoltre utilizzato negli studi sul sonno, per poter discriminare tra vari tipi di disturbi come le apnee nel sonno, l'epilessia notturna, le dissonnie  (insonnia, ipersonnia, narcolessia) e le parasonnie (bruxismo, enuresi notturna, pavor nocturnus, sonnambulismo).

#### Sonno REM
Nel sonno REM, raggiungibile mediamente dai 20 ai 40 minuti circa dall'inizio dell'addormentamento e ripetuto più volte durante un lungo sonno, ad esempio quello notturno, dove compaiono onde miste alfa ma soprattutto onde Beta, come se si fosse in attivo stato di veglia, ed è questo il tipico sonno onirico (tipico del sogno). L'EEG del sonno REM infatti ricorda molto quello dello stadio 1 se non per le caratteristiche scariche di onde con la caratteristica morfologia a 'dente di sega'. Compaiono le onde PGO (ponto-genicolo-occipitali), l'attività dell'ippocampo si fa sincronizzata con la comparsa di onde theta.